# وارينغتون الجنوبية (دائرة انتخابية في المملكة المتحدة)
وارينغتون الجنوبية (بالإنجليزية: Warrington South)‏ هي إحدى الدوائر الانتخابية في المملكة المتحدة الممثلة في مجلس العموم في برلمان المملكة المتحدة.
عضو البرلمان الذي يمثلها حالياً هو :Helen Southworth (Lab).
عضوالبرلمان الذي يمثلها حاليا (فيصل رشيد )انتخب في عام 2017